# Никон (Иост)
Епископ Никон (в миру Александр Иост; род. 10 декабря 1971) — архиерей в юрисдикции РПЦЗ Агафангела, епископ Баден-Баденский (с 2025).

## Биография
Окончил среднюю школу в посёлке Новоомский Омского района Омской области.
В 1991 году стал активным прихожанином храма Русской православной церкви. Поступал в Московскую духовную семинарию, но не прошёл по конкурсу.
По его словам, на него повлияли богословские труды препподбного Иоанна Дамаскина, протоиерея Льва Лебедева, протоиерея Виктора Потапова, Людмилы Перепёлкиной, «нравственные нарушения, которые он видел в МП и её активная экуменическая деятельность».
Принял монашество и был рукоположен в сан иеромонаха Евтихием (Курочкиным) епископом Ишимской и Сибирской епархии Русской православной церкви заграницей, По словам деятеля неканонического православия Григория (Лурье) «молодой иеромонах Никон (Иост) <…> никакого авторитета среди паствы не стяжал, да ещё и вызвал к себе огромное недоверие высказываниями о благодатности Московской патриархии»
22 мая 2007 года вместе с диаконом Михаилом Буряковым и ещё 16 мирянами подписал резолюцию собрания клириков и мирян Ишимско-Сибирской епархии РПЦЗ, где говорилось, что «Московская Патриархия продолжает состоять в ВСЦ, являющийся рассадником экуменизма, ереси, осужденной РПЦЗ в 1983 году и преданной Соборной Анафеме. ВСЦ преследует создание единой универсальной религии — религии Антихриста», выражалось «несогласие с предательским поступком бывшего правящего архиерея, епископа Евтихия, Ишимского и Сибирского, оставившего епархию и перешедшего под юрисдикцию еретической МП с принятием титула епископа Московского и Домодедовского» (на самом деле Домодедовского). В связи с этим подписанты решили считать недействительными «все распоряжения епископа Евтихия относительно клириков и мирян Ишимско-Сибирской епархии», постановили выйти «выйти из подчинения Синоду митрополита Лавра», «просить оставшихся верными традиционному курсу РПЦЗ епископов об образовании Временного Высшего Церковного Управления и созыва V Всезарубежного Собора для воссоздания прекратившего своё существование Синода РПЦЗ», а также «просить епископа Агафангела, Таврического и Одесского, принять нас под своё окормление», а также «просить епископа Агафангела <…> благословить священнослужителям и мирянам представить кандидата для архиерейской хиротонии». Кроме них, к юрисдикции РПЦЗ (Агафангела) в России присоединилось ещё 5 клириков.
6 июня 2007 года в храме «Всех Святых в земле Российской Просиявших» в Воронеже присутствовал на собрании девяти представителей российских приходов РПЦЗ, не принявших Акт о каноническом общении, под председательством епископа Агафангела (Пашковского), которое утвердило его членом созданного тогда же «духовного суда российских приходов РПЦЗ» и поручило ему «организовать и провести собрание приходов РПЦЗ в Сибири».
10 июля 2007 года на собрании представителей приходов РПЦЗ, не принявших Акт о каноническом общении, был избран благочинным на Сибирскую епархию, включённую в образованный тогда же Центрально-Российский административный округ.
11 июля 2007 года на собрании клира и мирян РПЦЗ в Астории, Нью-Йорк (т. н. ВВЦУ РПЦЗ), был назначен благочинным Центрально-Российского административного округа Сибирской епархии ВВЦУ РПЦЗ. В его непосредственном ведении находились приходы в городах Омске, Тюмени, Екатеринбурге и Биробиджане, в городе Ишиме Тюменской области, в деревне Воскресенка Калачинского района Омской области, в поселках Карасуль и Октябрьском Ишимского района Тюменской области.
C 18 по 20 ноября 2008 года как делегат от Центрально-Российского административного округа РПЦЗ(А) участвовал в соборе на территории фермы Толстовского фонда в штате Нью-Йорк (США), которое его участники назвали «V Всезарубежным Собором РПЦЗ». Агафангел (Пашковский) на нём был избран «Первоиерархом РПЦЗ» с возведением в сан митрополита.
27 апреля 2010 года на заседании Архиерейского собора РПЦЗ (А), проходившем в Одессе, избран для рукоположения в сан епископа. Против хиротонии выступил епископ Воронежский и Южно-Российский Кирилл (Кравец) и ряд клириков.
1 мая 2010 года в храме Архангела Михаила в Одессе состоялось наречение, а 2 мая — рукоположение в сан епископа Верхотурского, викария Ишимской и Сибирской епархии. Хиротонию совершили митрополит Агафангел (Пашковский), архиепископ Санкт-Петербургский и Северо-Русский Софроний (Мусиенко) и епископ Болградский и Белгород-Днестровский Георгий (Кравченко).
9 ноября 2011 года в Одессе на заседании Архиерейского Синода принято решение о назначении епископа Никона правящим архиереем Ишимской и Сибирской епархии. По словам Софрония (Мусиенко), который ранее управлял этой епархией: «Ишимско-Сибирская епархия с момента назначения Вами туда вл. Никона — я как управляющий ею был против, а Вы настояли — претерпела большой отток людей в МП. Когда я приезжал в Ишим, то в приходе, где некогда был женский монастырь, насчитывалось до ста человек <…>, а сейчас там можно прихожан сосчитать по пальцам одной руки. И там тоже все выявляют „врагов“ Церкви».
Чрезвычайный Архиерейский Собор от 25-27 ноября 2014 года поручил окормление Западно-Европейской епархии епископу Никону.
На основании указа епископа Триадицкого Фотия (Сиромахова) № 0001 от 5 (18) декабря 2014 года и в соответствии с решением № 5 от 24 октября (6) ноября 2014 года, Церковный Совет Болгарской старостильной церкви сформировал Священный Синод БСЦ, включив в него на правах временного члена епископа Никона.
Павел Силантьев написал про него в 2016 году: «Епископ Никон <…> стал символом крайнего упадка епархиальной жизни и практически полного разрушения церковной жизни в Ишиме, где архиерей просто отказывается служить, предпочитая заниматься небольшим полиграфическим бизнесом. Можно ли упрекнуть его за это, если всё это делается исключительно „ради блага Церкви“?»
Не был допущен к служению в ключевом для Западноевропейской епархии РПЦЗ(А) приходе в Лионе, вследствие чего решением Чрезвычайного Архиерейского Синода и Церковного Суда от 19-21 июля 2016 года постановил «разъяснить», что Агафангел (Пашковский) «продолжает исполнять управляющие функции, так как Вл. Никону не было возможности приступить к исполнению своих обязанностей». Тогда же ему было поручено временное управление Санкт-Петербургской епархией РПЦЗ(А) вместо почисленного на покой Софрония (Мусиенко).
29 мая 2019 года Архиерейский Синод РПЦЗ(А) постановил: «благословить епископу Никону подготовить документы и в ближайшее время посетить Нью-Йоркскую епархию для её архипастырского окормления на протяжении нескольких месяцев». Одновременно ему было поручено открытие в Российской Федерации представительства Архиерейского синода РПЦЗ(А).
Весной 2022 года эмигрировал в Германию. 8 августа 2025 года решением архиерейского совещания РПЦЗ(А) ему поручено «на территории Федеративной Республики Германия учредить, организовать и возглавить Германскую епархию Русской Православной Церкви Заграницей, подведомственную нашему Синоду, с титулом Баден-Баденский».